# 福島市立西信中学校
福島市立西信中学校（ふくしましりつ せいしんちゅうがっこう）は、福島県福島市上名倉にある公立中学校である。

## 概要
吾妻連峰の麓である福島市西部の西地区周辺を通学区域とし、通学区域南東部の国道115号、フルーツライン（福島県道5号上名倉飯坂伊達線）近くに位置する。2024年4月1日現在、6学級の児童129名が在籍する。毎年行われる文化祭は、『久遠祭』(くおんさい)がある。校歌は、混声3部合唱で歌われてる。

## 沿革
- 1962年（昭和37年）
  - 3月31日 - 土湯・荒井・佐倉中学校、統合のため廃校
  - 4月1日 - 福島市立西信中学校創立
- 1972年（昭和46年）
  - 5月8日 - 創立10周年記念式典、事業
- 1977年（昭和51年）
  - 9月30日 - 創立15周年記念事業実施
- 1982年（昭和56年）
  - 11月6日 - 創立20周年記念式典、事業
- 1992年（平成3年）
  - 11月16日 - 創立30周年記念式典、記念公演、記念誌発行
- 2003年（平成13年）
  - 10月28日 - 創立40周年記念式典、記念講演、記念植樹
- 2011年（平成23年）
  - 3月11日 - 東日本大震災
  - 10月30日 - 創立50周年記念式典、記念講演
- 2016年（平成28年）
  - 3月18日 - 全教室エアコン設置
- 2018年（平成30年）
  - 3月19日 - 東校舎完成

## 教育方針
教育目標
- 自学の精神に富み、思いやりをもち、心身ともにたくましく健康で、実行力のある生徒の育成
  - 自学　課題意識をもち、進んで学習する生徒
  - 友愛　思いやりに満ち、温かく助け合う生徒
  - 鍛練　物事に熱中して、厳しくやり抜く生徒
  - 奉仕　人間愛に根ざし、広く他に尽くす生徒

生徒信条
- あいさつ
- 清掃
- 時間厳守

## 学校行事
| - 4月 第1学期始業式、入学式、修学旅行(3年)、校外学習(1・2年) - 5月 - 6月 | - 7月 第1学期修了式、愛校活動 - 8月 第2学期始業式、愛校活動 - 9月 | - 10月 久遠祭(文化祭)、エコティアデイ(資源回収) - 11月 - 12月 第2学期修了式、愛校活動 | - 1月 第3学期始業式、愛校活動 - 2月 - 3月 卒業証書授与式、修了式、愛校活動 |

## 生徒会活動・部活動など

### 生徒会活動
専門委員会
- 学芸委員会
- 生活委員会
- 保健委員会
- 整美委員会
- 図書委員会
- 放送委員会
- 体育委員会

特別委員会
- 部活動協議会
- 選挙管理委員会
- 応援団

### 部活動
運動系部活動
- 野球部
- バレーボール部(女)
- バスケットボール部(男)
- 卓球部(男・女)

文化系部活動
- 美術・パソコン部(男・女)

特設部活動
- 特設陸上部(男・女)
- 特設駅伝部(男・女)
- 特設合唱部(男・女)

## 通学区域
- 西地区
  - 佐倉下
  - 上名倉
  - 佐原
  - 荒井
  - 土湯温泉町
  - 荒井北
  - さくら[2]

## 進学前小学校
- 福島市立荒井小学校
- 福島市立佐倉小学校
- 福島市立佐原小学校[3]

## 学区内の主な施設
レジャー施設
- 福島県営あづま総合運動公園
  - 福島県営あづま球場
  - 福島県営あづま陸上競技場
- 福島市民家園
  - 旧広瀬座-国の重要文化財
- 四季の里
- アンナガーデン

学習センター
- 福島市西学習センター

温泉
- 土湯温泉

## 交通
- JR福島駅より福島交通路線バス土湯温泉行乗車約20分、南東北病院前または郵便局前または佐倉停留所下車、徒歩約5分
- 東北自動車道福島西ICから車で約10分[4]